# Jelševec (Mokronog – Trebelno, Slovenija)
Jelševec je naselje u slovenskoj Općini Mokronog - Trebelnu. Jelševec se nalazi u pokrajini Dolenjskoj i statističkoj regiji Donjoposavskoj regiji. 

## Stanovništvo
Prema popisu stanovništva iz 2002. godine naselje je imalo 46 stanovnika.